# São Lourenço da Mata
São Lourenço da Mata város Brazíliában, Pernambuco államban. Lakosainak száma 111 249 fő (2022). São Lourenço da Mata Paudalho, Moreno, Camaragibe, Chã de Alegria, Jaboatão dos Guararapes, Recife és Vitória de Santo Antão községekkel határos.

## Népesség
A település népességének változása:
| Lakosok száma | 90 402 | 95 304 | 102 895 | 114 079 | 114 910 | 111 249 |
|               | 2000   | 2007   | 2010    | 2020    | 2021    | 2022    |